# یونیون هال (ویرجینیا)
یونیون هال (به انگلیسی: Union Hall) یک منطقهٔ مسکونی در ایالات متحده آمریکا است که در شهرستان فرانکلین، ویرجینیا واقع شده‌است. یونیون هال ۴۶٫۷ کیلومتر مربع مساحت و ۱٬۱۳۸ نفر جمعیت دارد و ۲۷۹ متر بالاتر از سطح دریا واقع شده‌است.